# Florian Ștefănescu-Goangă

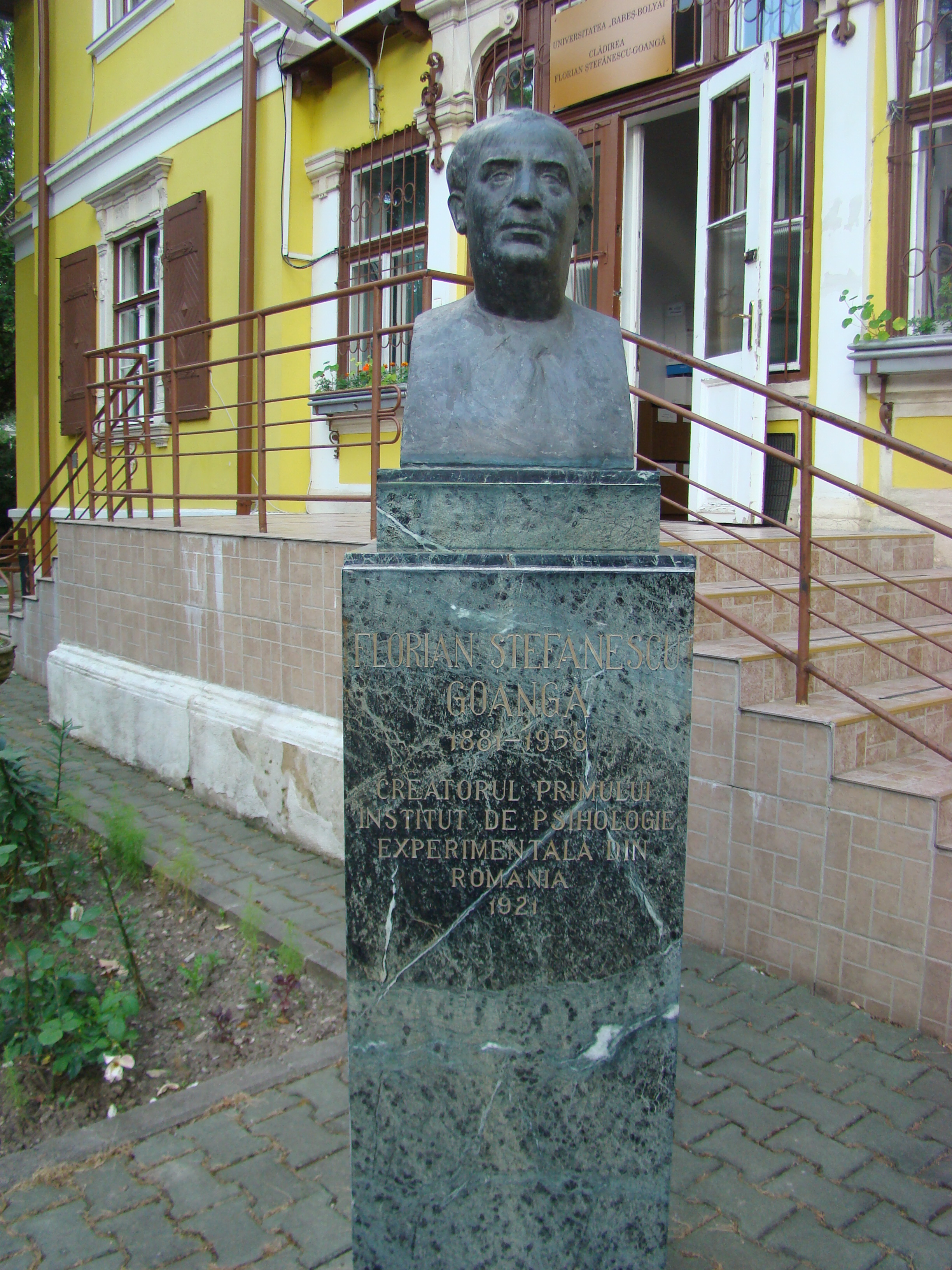
Bustul profesorului Florian Ștefănescu-Goangă din curtea Institutului de Psihologie din Cluj

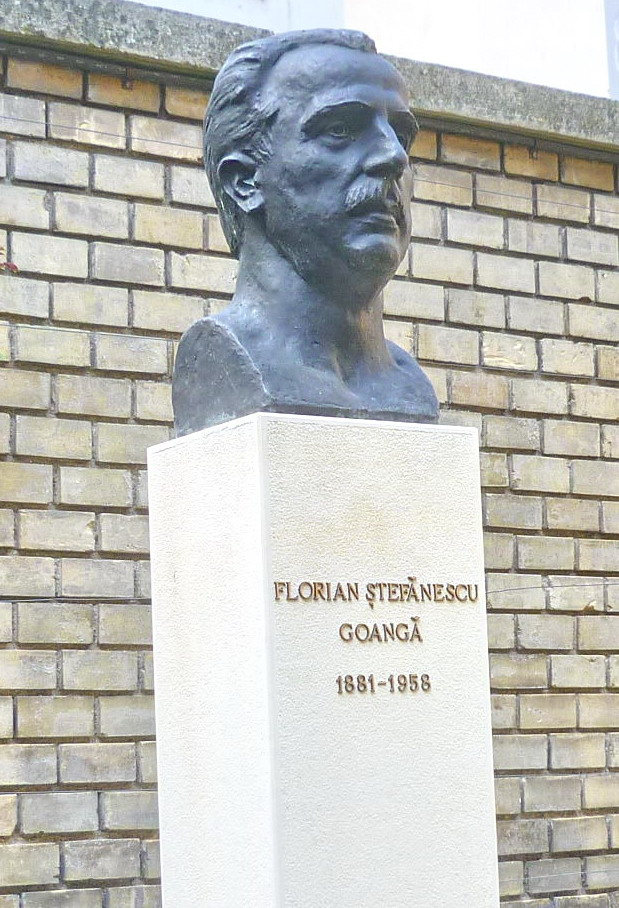
Bustul lui Florian Ștefănescu-Goangă din „Parcul Memoriei Universitare” în curtea Universității Babeș-Bolyai Cluj-Napoca

Florian Ștefănescu-Goangă (n. 5 aprilie 1881, Curtea de Argeș – d. 26 martie 1958, București) a fost un psiholog român, membru corespondent (1937) al Academiei Române și un ilustru reprezentant al învățământului românesc.

## Date biografice
A urmat școala primară în orașul său natal, apoi a urmat cursurile liceului „Matei Basarab” din București pe care l-a absolvit în 1899. S-a înscris în paralel la Facultatea de Drept și la Facultatea de Filosofie și Litere. În drept își ia licența în 1904, devenind pe urmă profesor suplinitor la Liceul „Institutele Unite”, urmând în continuare cursurile Facultății de Filosofie și Litere (își ia licența în 1905), unde i-a avut ca profesori printre alții pe Titu Maiorescu și Constantin Rădulescu Motru.
În 1908 se căsătorește cu Elena Papadopol, fiica unei familii bogate de origine greacă din Galați. În același an cu sprijinul material al soției și însoțit de aceasta pleacă în Germania, la Leipzig pentru a-și continua studiile superioare.
A studiat cu Wilhelm Wundt la Leipzig, între anii 1908-1911. Teza de doctorat a lui Florian Ștefănescu-Goangă, cu titlul “Experimentelle Untersuchungen zur Gefühlsbetonung der Farben”s-a bucurat de un succes deosebit, fiind publicată nu numai în Germania (1911 și 1964), ci și în Franța (1932), fosta U.R.S.S. (1940) și S.U.A. (1972). În lucrare a cercetat tonalitatea afectivă a culorilor (împărțite de el în excitatoare și calmante)..Teza de doctorat intitulată: „Cercetări experimentale cu privire la tonalitatea afectivă a culorilor” a fost publicată în celebra revistă „Psychologische Studien” și reprezintă o lucrare de referință în domeniul senzației și al afectivității. Îl interesa dacă culorile desprinse de configurațiile perceptive obișnuite (obiecte, forme, imagini) sunt în măsură să provoace modificări afective.
Întors în țară a fost numit profesor la Universitatea din Cluj, unde a înființat în anul 1924 Institutul de psihologie experimentală, comparată și aplicată, formând o echipă valoroasă de psihologi experimentaliști. A elaborat o serie întreagă de metode de cercetare științifică, a înființat Editura Institutului de Psihologie, unde a publicat colecția „Studii și cercetări psihologice”. Pentru a face cunoscute cercetările psihologice în țară și străinătate a înființat Revista de Psihologie, care a apărut regulat timp de 12 ani.
A abordat probleme de psihologia muncii, psihologia copilului, psihologia deficienților, de orientare profesională, precum și de psihologie socială. A înființat și a condus „Revista de psihologie”, apărută la Cluj între 1938-1949.
Este ales în 1932 rector la Universitatea din Cluj, desfășurând din această poziție o frumoasă activitate de organizare inițiind regulamente și legi. S-a dovedit un excelent manager și organizator cu spirit european plin de inițiative și idei. A înființat „Oficiul Universitar” care cuprindea 6 servicii: 1. Serviciul de informații și documentare asupra vieții universitare, 2.Asistență medicală și psihologică a studenților, 3.Asistența socială, 4. Educație fizică, 5. Turism universitar, 6. Orientare profesională academică.
A luptat pentru dotarea universității cu laboratoare, săli de lectură, biblioteci, clinici, cămine, cantine, spații de destindere și recreație. A încercat să rezolve probleme legate de sexualitatea în școală, dorea o reformare a învățământului școlar prin instituirea de medici școlari.
Între 1935 și 1940, sub coordonarea profesorului Florian Ștefănescu Goangă s-au desfășurat cursuri de perfecționare pentru cadrele didactice care desfășurau activități didactice cu copii care prezentau diferite deficiențe.
Testul psihologic Binet-Simon, revizuit și tradus în numeroase rânduri, a fost adaptat în 1916 de L. Terman pentru populația americană, sub denumirea de testul Stanford-Binet. În 1937 acest test a fost din nou revizuit și utilizat în S.U.A. sub denumirea de „scara Terman-Merrill". Florian Ștefănescu-Goangă a revizuit, completat și adaptat în 1940 această variantă a testului pentru populația românească și a pus-o în aplicare.

Versiunea românească a testului Binet-Simon, adică scara metrică pentru măsurarea inteligenței cuprindea o fișă de observație a conduitei în timpul examinării pe baza căreia psihologul își putea face o impresie generală și provizorie asupra întregii personalități a subiectului.
În perioada Guvernului Gheorghe Tătărăscu (29 august 1936 - 14 noiembrie 1937) a fost subsecretar de stat la Ministerul Instrucțiunii Publice.
În cadrul unei campanii mai ample de amenințare la adresa oamenilor politici, câțiva membri ai Mișcării Legionare au încercat să-l asasineze pe profesorul Florian Ștefănescu-Goangă, rectorul Universității din Cluj, în seara zilei de luni, 28 noiembrie 1938, orele 17. Astfel la intersecția străzilor Avram Iancu cu strada Corcheș, trei indivizi necunoscuți, apăr din dosul unui pom și trag 6 focuri de armă. Tentativa de asasinat a eșuat Ștefănescu-Goangă scapă după 4 luni de spitalizare cu viață după ce a fost împușcat de 2 gloanțe, dar agentul de poliție Enache Gruia care se ocupa de protecția rectorului universității a fost ucis pe loc. În urma procesul intentat în februarie 1939 se lasă cu 9 inși condamnați în frunte cu Pop Ion și Lascaianu Aurel, condamnați la moarte. După opt luni de la pronunțarea sentinței acești doi studenți atentatori au fost scoși din celulele lor, duși pe mormântul lui C.Z. Codreanu de la Jilava și împușcați. Trupurile lor rănite au fost aruncate în flăcările crematoriului.
Sub regimul comunist, a fost arestat în noaptea de 5/6 mai 1950 și transportat la Sighet la 7 mai 1950. A fost acuzat ca a făcut parte dintr-un guvern burghez. Încadrat în U.M. conform Deciziei M.A.I. nr. 334 din 1 august 1951 pe o perioadă de 24 luni. Pedeapsa i-a fost majorată cu 60 luni, conform Deciziei M.S.S. nr. 559 din 6 august 1953. Eliberat la 5 iulie 1955. .
După încarcerare i-a fost sechestrat apartamentul, i-au fost arse cărțile, manuscrisele, corespondența, multe dintre acestea au intrat în „proprietatea statului”, iar după ieșirea acestuia din închisoare nu i-au fost returnate.
A murit la 26 martie 1958 la București. Rămâne o figură luminoasă a universității clujene și un model de dăruire profesională și de slujire a intereselor instituției în care a lucrat.

## Opera principală
- Selecționarea capacităților și orientarea profesională( 1929)
- Măsurarea inteligenței (1940)
- Teste pentru măsurarea funcțiunilor mintale (1935)
- Instabilitatea emotivă (1936)
- Adaptarea socială (1938)